# لنز ام. زویکو دیجیتال ئی‌دی ۱۴–۱۵۰میلی‌متر
لنز ام.زویکو دیجیتال ئی‌دی ۱۴-۱۵۰میلی‌متر (به انگلیسی: M.Zuiko Digital ED 14-150mm lens) نام لنز دوربین عکاسی از نوع زوم است که توسط شرکت المپوس تولید می‌شود. فاصلهٔ کانونی این لنز ۱۴ تا ۱۵۰ میلی‌متر، دیافراگم آن دارای ۷ تیغه و ضریب اف آن اف ۴٫۰ تا ۵٫۶ است. این لنز در ۲۰ فوریه ۲۰۱۰ میلادی تولید و عرضه شده‌است.